# Elie Siegmeister
Elie Siegmeister   (Nova York, 15 de gener de 1909 - Manhasset, 10 de març de 1991) va ser un compositor, educador i autor nord-americà.

## Educació
Siegmeister va obtenir un BA cum laude als 18 anys a la Universitat de Colúmbia, on havia estudiat teoria musical amb Seth Bingham. Va estudiar direcció amb Albert Stoessel a la "Juilliard School" i contrapunt amb Wallingford Riegger. Va formar part dels nombrosos compositors nord-americans, inclosos Aaron Copland i Virgil Thomson, que van ser estudiants de la influent professora Nadia Boulanger a París.

## Carrera
La seva variada producció musical va mostrar la seva preocupació pel desenvolupament d'un vocabulari musical americà autèntic. El jazz, el blues i les melodies i ritmes populars són temes freqüents en els seus nombrosos cicles de cançons, les seves nou òperes, les seves vuit simfonies i les seves nombroses obres corals, de cambra i en solitari. Les seves 37 obres orquestrals han estat interpretades per orquestres líders de tot el món amb directors com Arturo Toscanini, Leopold Stokowski, Dimitri Mitropoulos, Lorin Maazel i Sergiu Comissiona. També va compondre per a Hollywood (en particular, la partitura de la pel·lícula They Came to Cordura, protagonitzada per Gary Cooper i Rita Hayworth, 1959) i Broadway (Sing Out, Sweet Land, 1944, llibre de Walter Kerr).
La seva suite occidental va ser estrenada per Toscanini i lOrquestra Simfònica de la NBC durant un concert de difusió el 25 de novembre de 1945 al NBC Studio 8-H. Maurice Abravanel i lOrquestra Simfònica de Utah van realitzar posteriorment un enregistrament estèreo de la música, que incorpora cançons de vaquer conegudes. El biògraf Mortimer Frank va dir que l'estrena de Toscanini (conservada en discos de transcripció) és una representació notable dirigida per un director d'orquestra les arrels del qual no van anar al Vell Oest sinó al conservatori de Parma.
Siegmeister va escriure diversos llibres importants sobre música, entre ells Treasury of American Song (Knopf, 1940–43, text coautor amb Olin Downs, música organitzada per Siegmeister), segona edició revisada i ampliada (Consolidated Music Publishers); The Music Lover's Handbook (William Morrow, 1943; selecció del Club del Llibre del Mes), revisat i ampliat com The New Music Lover's Handbook (1973); i el de dos volums Harmony and Melody (Wadsworth, 1985), que va ser àmpliament adoptat pels plans d'estudis universitaris i conservatoris. El 1960, Siegmeister també va gravar i publicar un àlbum instructiu de música, Invitation to Music, a Folkways Records, sobre el qual tracta els fonaments de la música.
Des de 1977 fins a la seva mort, va formar part del consell d'administració d'ASCAP i va presidir el Comitè Simfònic i de Concerts. Entre els seus èxits principals, va ser compositor resident a la Universitat Hofstra 1966-76, després d'haver organitzat i dirigit lOrquestra Simfònica de Hofstra; es va fundar el 1971 i va presidir el Consell d'Artistes Creatius, Biblioteques i Museus; i va iniciar el 1978 al Kennedy Center, el concurs nacional de música negra. El 1939, va organitzar els "American Ballad Singers", pioners en el renaixement de la música folk a qui va dirigir durant vuit anys en actuacions arreu dels Estats Units. Va ser el guanyador de nombrosos premis i encàrrecs, entre ells els de les fundacions Guggenheim, Ford i Elizabeth Sprague Coolidge, la Library of Congress, la National Endowment for the Arts i la USI == A.

## Estudiants notables
El més conegut dels seus propis estudiants va ser Stephen Albert (1941–92), guanyador del premi Pulitzer de música de 1985, i més molts d'altres, entre ells Michael Jeffrey Shapiro.